# ديفيد ويلسون (لاعب كرة قدم بريطاني)
ديفيد ويلسون (بالإنجليزية: David Wilson)‏ (20 مارس 1969 في المملكة المتحدة - ) هو لاعب كرة قدم بريطاني في مركز الوسط. لعب مع تشارلتون أثلتيك ومانشستر يونايتد ونادي بريستول روفيرز ونادي روفانييمن بالوسورا ونادي ليونغسكايل ونادي هلسنكي وهكا ولينكولن سيتي أف سي.

## وصلات خارجية
- دايفيد ويلسون على موقع قاعدة بيانات كرة القدم.إي يو (الإنجليزية)
- دايفيد ويلسون على موقع عالم كرة القدم.نت (الإنجليزية)